# Gymnastique rythmique aux Jeux olympiques
Cet article traite des épreuves de gymnastique rythmique. Pour les compétitions de gymnastique artistique et de trampoline, voir Gymnastique artistique aux Jeux olympiques et Trampoline aux Jeux olympiques.
Navigation
La gymnastique rythmique est inscrite au programme des Jeux olympiques depuis l'édition de 1984 à Los Angeles et l'organisation d'un concours individuel. Il faudra ensuite attendre 1996 et les Jeux d'Atlanta pour qu'une épreuve par équipes soit ajoutée au programme olympique. Ce sport présente la particularité d'être la seule discipline olympique exclusivement féminine depuis l'admission d'hommes dans l'épreuve par équipes de natation synchronisée aux Jeux de 2024.
La gymnastique rythmique aux Jeux olympiques est représentée dans deux concours, un individuel et un disputé en équipe, voyant les concurrentes utiliser quatre des cinq engins usités dans ce sport : à savoir la corde, le ballon, le cerceau, le roseau, les massues et le ruban. Contrairement à d'autres compétitions comme les Championnats du monde de gymnastique rythmique ou encore le programme olympique de gymnastique artistique, aucune compétition par engins n'est organisée lors des Jeux. Chaque épreuve répond à une réglementation stricte élaborée par la Fédération internationale de gymnastique et soumise à la validation du Comité international olympique.
La participation des nations et athlètes aux épreuves de gymnastique rythmique est somme toute constante dans le temps, mais le sport est néanmoins marqué par la présence régulière de certaines nations comme la Russie, la Chine, le Japon, l'Espagne et l'Italie présentes à toutes les éditions alors que la présence de certains pays aux Jeux est purement anecdotique. La Russie est le pays ayant comptabilisé le plus grand nombre de médailles depuis les débuts de la gymnastique rythmique aux Jeux olympiques et ce sont les gymnastes russes Anastasia Bliznyuk, Evgenia Kanaeva, Natalia Lavrova et Elena Posevina qui sont les athlètes les plus titrées avec chacune deux médailles d'or olympiques remportées.

## Disciplines et épreuves

### Tableau des différentes disciplines de gymnastique rythmique présentes aux Jeux olympiques
| Épreuves             | 84 | 88 | 92 | 96 | 00 | 04 | 08 | 12 | 16 | 20 | 24 | Total |
| -------------------- | -- | -- | -- | -- | -- | -- | -- | -- | -- | -- | -- | ----- |
| Concours individuel  | •  | •  | •  | •  | •  | •  | •  | •  | •  | •  | •  | 11    |
| Concours par équipes |    |    |    | •  | •  | •  | •  | •  | •  | •  | •  | 8     |
| Total                | 1  | 1  | 1  | 2  | 2  | 2  | 2  | 2  | 2  | 2  | 2  | 19    |

## Règlement

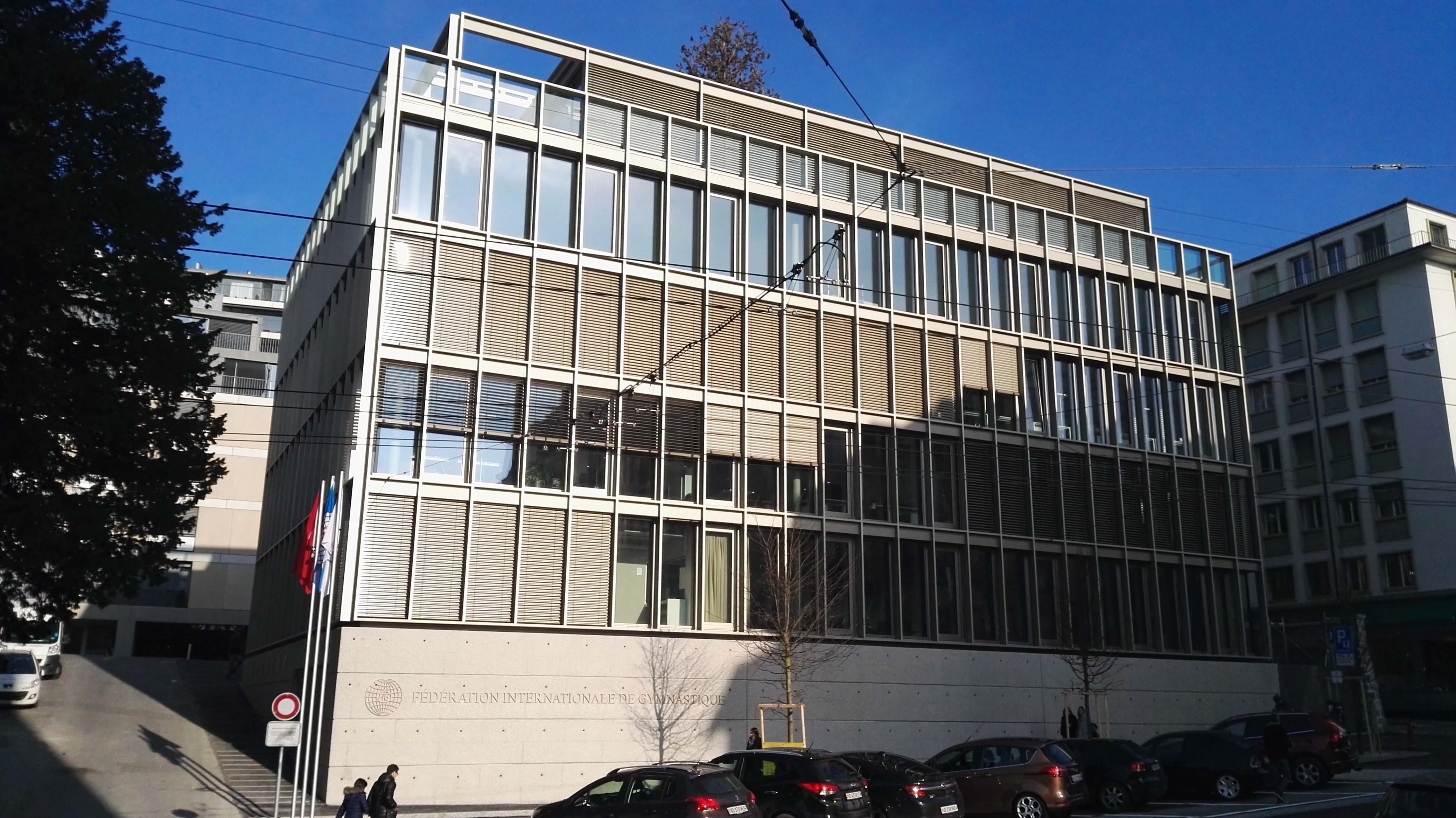
Siège de la Fédération internationale de gymnastique à Lausanne.

Si le Comité international olympique assure la responsabilité du suivi global des Jeux, la gouvernance de chaque sport est laissée au soin de chaque fédération internationale. Ainsi en gymnastique, c'est la Fédération internationale de gymnastique qui est chargée de définir l'ensemble des règles valables pour les compétitions olympiques dans les deux disciplines du programme. L'organisation des Jeux eux-mêmes est, quant à elle, confiée au comité d'organisation des Jeux olympiques dans chaque ville hôte. En accord avec la charte olympique, la FIG établit notamment la réglementation des différentes épreuves ainsi que les règles d'éligibilité et de qualification des couples. Toutefois, la décision finale relative au calendrier de compétition et à l’horaire des épreuves est prise par la Commission exécutive du CIO.
L'âge minimum des gymnastes participant aux épreuves olympiques est fixé à seize ans. Aucun âge maximal n'est en revanche spécifié. Toutes les gymnastes doivent se soumettre aux différents contrôles antidopage menés par la FIG et le CIO.
À chaque édition, un quota d'athlètes participants est défini. Ainsi, pour les Jeux de 2020, celui-ci a été fixé à 26 gymnastes pour le concours individuel et à 14 ensembles de cinq athlètes pour la compétition par équipes. La qualification se fait automatiquement pour le pays hôte. En fonction des disciplines, la qualification aux Jeux est différente pour le nombre de places octroyées, mais semblable dans le fonctionnement. Pour les autres pays, la qualification individuelle s'obtient soit en remportant les meilleures places aux derniers Championnats du monde, soit en terminant aux premières places de certaines séries de la Coupe du monde (en), soit en obtenant la meilleure place aux championnats continentaux de l'année précédant les Jeux. Pour la compétition par équipes, les mêmes règles de qualification s'applique à l'exception de celles concernant les places délivrées à l'occasion de la Coupe du monde.

## Nations présentes
Entre 1984 et 2020, près de 754 athlètes en provenance de plus de quarante-sept nations différentes ont participé aux épreuves rythmiques des Jeux olympiques.
| Édition                                                          | 84 | 88 | 92 | 96 | 00 | 04 | 08 | 12 | 16 | 20 |
| ---------------------------------------------------------------- | -- | -- | -- | -- | -- | -- | -- | -- | -- | -- |
| Nombre de nations présentes en gymnastique rythmique par édition | 20 | 23 | 23 | 22 | 20 | 21 | 21 | 24 | 24 | 20 |

Le nombre d'athlètes participant aux épreuves de gymnastique rythmique est également fortement disparate d'une nation à une autre. Si les grosses nations de gymnastique rythmique comme l'Espagne, la Bulgarie, l'Italie et la Russie alignent régulièrement sept ou huit athlètes à chaque édition des Jeux, certains pays ne comptent qu'une ou deux participations à ces épreuves avec un seul athlète
| - Afrique du Sud (2) - Allemagne (35) - Athlètes olympiques indépendants (2) - Australie (13) - Autriche (6) - Azerbaïdjan (17) - Biélorussie (52) - Belgique (4) - Brésil (31) - Bulgarie (55) - Canada (15) - Cap-Vert (4) - Chine (40) - Chypre (3) - Corée du Nord (2) - Corée du Sud (7) - Danemark (1) |  | - Égypte (8) - Équipe unifiée de l'ex-URSS (2) - Espagne (49) - Estonie (1) - États-Unis (28) - Finlande (4) - France (20) - Géorgie (4) - Grande-Bretagne (7) - Grèce (40) - Hongrie (8) - Israël (32) - Italie (54) - Japon (40) - Kazakhstan (5) - Lituanie (1) - Mexique (1) |  | - Norvège (1) - Nouvelle-Zélande (2) - Ouzbékistan (13) - Pologne (15) - Portugal (3) - ROC (7) - Roumanie (7) - Russie (47) - Slovénie (1) - Suède (1) - Suisse (2) - Tchécoslovaquie (4) - Tchéquie (3) - Ukraine (41) - Union soviétique (2) - Yougoslavie (4) |

## Tableau des médailles
Le tableau ci-dessous présente le bilan, par nations, des médailles obtenues en gymnastique rythmique lors des Jeux olympiques d'été, de 1984 à 2024. Le rang est obtenu par le décompte des médailles d'or, puis en cas d'ex æquo, des médailles d'argent, puis de bronze.
Après les Jeux de Paris en 2024, la Russie est de loin le pays ayant remporté le plus grand nombre de médailles olympiques en gymnastique rythmique, avec 16 médailles dont 10 en or. La Bulgarie arrive en seconde position avec une médaille d'or remportée ainsi que trois médailles d'argent et deux médailles de bronze, suivie de l'Espagne avec une seule médaille d'or également et deux médailles d'argent.
| Rang  | Nation                      | Or | Argent | Bronze | Total |
| ----- | --------------------------- | -- | ------ | ------ | ----- |
| 1     | Russie                      | 10 | 4      | 2      | 16    |
| 2     | Bulgarie                    | 1  | 3      | 2      | 6     |
| 3     | Espagne                     | 1  | 2      | 0      | 3     |
| 4     | Chine                       | 1  | 1      | 0      | 2     |
| 4     | Israël                      | 1  | 1      | 0      | 2     |
| 6     | Ukraine                     | 1  | 0      | 4      | 5     |
| 7     | Équipe unifiée de l'ex-URSS | 1  | 0      | 1      | 2     |
| 7     | Union soviétique            | 1  | 0      | 1      | 2     |
| 9     | Allemagne                   | 1  | 0      | 0      | 1     |
| 9     | Canada                      | 1  | 0      | 0      | 1     |
| 11    | Biélorussie                 | 0  | 4      | 3      | 7     |
| 12    | Comité olympique de Russie  | 0  | 2      | 0      | 2     |
| 13    | Italie                      | 0  | 1      | 3      | 4     |
| 14    | Roumanie                    | 0  | 1      | 1      | 2     |
| 15    | Allemagne de l'Ouest        | 0  | 0      | 1      | 1     |
| 15    | Grèce                       | 0  | 0      | 1      | 1     |
| Total | Total                       | 19 | 19     | 19     | 57    |